# Phthiracarus incredibilis
Phthiracarus incredibilis är en kvalsterart som beskrevs av Wojciech Niedbała 1983. Phthiracarus incredibilis ingår i släktet Phthiracarus och familjen Phthiracaridae. Inga underarter finns listade i Catalogue of Life.